# Sedum oblanceolatum
Sedum oblanceolatum är en fetbladsväxtart som beskrevs av Robert Theodore Clausen. Sedum oblanceolatum ingår i Fetknoppssläktet som ingår i familjen fetbladsväxter. Inga underarter finns listade i Catalogue of Life.